# Libnotes (Laosa) bipartita
Libnotes (Laosa) bipartita is een tweevleugelige uit de familie steltmuggen (Limoniidae). De soort komt voor in het Australaziatisch gebied.